# Ne te retourne pas (film, 2009)
Ne doit pas être confondu avec Ne te retourne pas (film, 2016).
Pour plus de détails, voir Fiche technique et Distribution.
Ne te retourne pas est un film franco-italo-belgo-luxembourgeois réalisé par Marina de Van, sorti en 2009.

## Synopsis
Jeanne, écrivaine, vit à Paris avec son mari et ses deux enfants. Amnésique de sa tendre enfance, elle remarque que les choses commencent à changer autour d'elle : la disposition des meubles de son appartement, la décoration de celui-ci, et même la propre apparence des gens ;  mais elle est la seule à noter ces transformations.
Son entourage, soucieux d'elle, met cela sur le dos du stress conséquent de son dernier livre, refusé par son éditeur.  Mais elle, abasourdie par l'incompréhension de ce qui lui arrive, se renferme sur elle-même, se coupe de sa famille et se réfugie chez sa mère qui semble être la seule à ne pas changer.
C'est là qu'elle découvre une vieille photographie prise en Italie, figurant sa mère, une autre dame et elle-même plus jeune. Les changements autour d'elle continuent en s’aggravant, et Jeanne décide de se rendre en Italie pour tâcher de résoudre l'énigme. Là, elle dévoile son passé.

## Fiche technique
Sauf indication contraire, les informations mentionnées dans cette section peuvent être confirmées par la base de données cinématographiques Unifrance,  présente dans la section « Liens externes ».

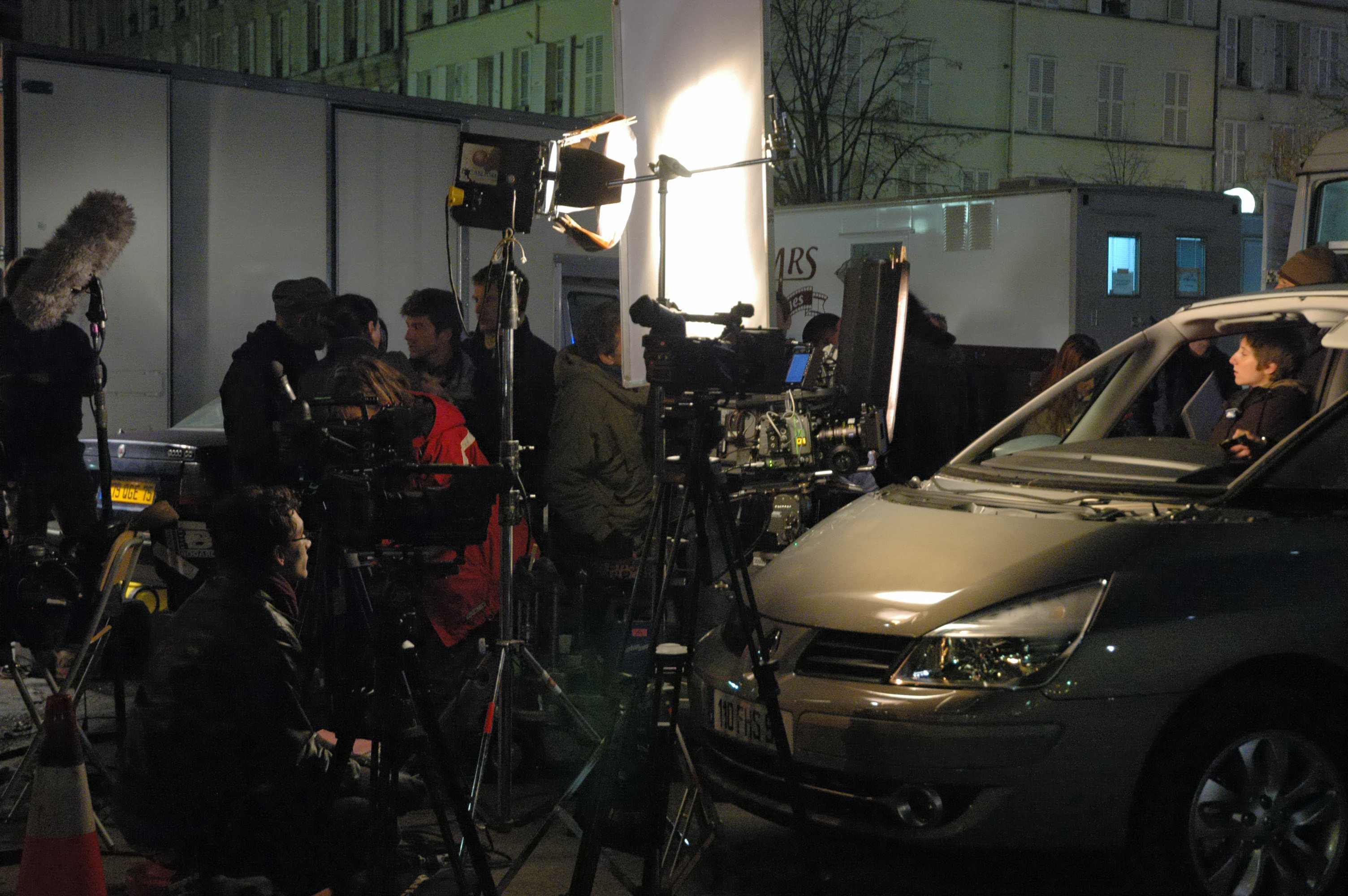
Tournage de Ne te retourne pas à Paris.

- Titre original : Ne te retourne pas
- Titre italien : Non ti voltare
- Réalisation : Marina de Van
- Scénario et dialogues : Marina de Van, Jacques Akchoti
- Décors : Véronique Sacrez
- Photographie : Dominique Colin
- Son : Marc Bastien, Carlo Thoss, Thomas Gauder
- Montage : Mike Fromentin
- Cadre : Georges Diane
- Musique originale : Luc Rollinger
- Directeur technique image : Lionel Kopp
- Directeurs des effets visuels : Krao, Pascal Giroux
- Vérification d'images : Aurélien Martinou
- Directeur de production : Philippe Hagège
- Coproduction : Jani Thiltges, Diana Elbaum, Conchita Airoldi
- Production : Patrick Sobelman
- Société de production : Ex Nihilo, en association avec Cinémage 2
- Pays de production :  France (majoritaire) |  Italie |  Luxembourg |  Belgique
- Langue de tournage : français
- Format : couleur — 2,35:1
- Genre : drame, thriller
- Durée : 105 minutes
- Tournage : du 22 octobre 2007 au 24 janvier 2008 à Paris, au Luxembourg et à Lecce, Italie.
- Dates de sortie : 
  -  France : 3 juin 2009

## Distribution
- Sophie Marceau : Jeanne

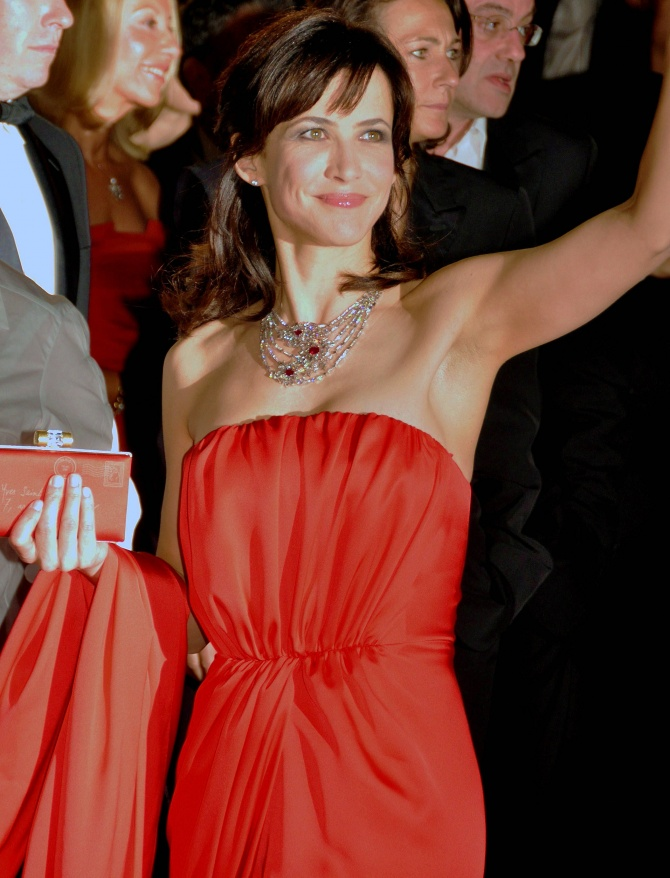
L'actrice Sophie Marceau, venue présenter le film au Festival de Cannes 2009.

- Monica Bellucci : Jeanne / Rosa Maria
- Andrea Di Stefano : Teo / Gianni
- Thierry Neuvic : Teo 2
- Brigitte Catillon : Nadia 1 / Mère italienne
- Sylvie Granotier : Nadia 2
- Augusto Zucchi : Fabrizio
- Giovanni Franzoni : Enrico
- Vittoria Meneganti : Enfant brune 11 ans
- Francesca Melucci : Enfant blonde 9 ans
- Didier Flamand : Robert
- Serena d’Amato : Donatella
- Adrien de Van : Le psychiatre

## Sélection
Sélection officielle Hors Compétition au Festival de Cannes 2009

## Autour du film
Le travail sur les effets spéciaux a nécessité plus de dix mois de travail.